# صراع الصحراء الغربية
إن صراع الصحراء الغربية صراع مستمر بين جبهة البوليساريو و‌المملكة المغربية. وقد نشأ الصراع من تمرد قامت به جبهة البوليساريو ضد القوات الاستعمارية الإسبانية من عام 1973 إلى عام 1975، ثم من حرب الصحراء الغربية التي أعقبت ذلك ضد المغرب في الفترة من عام 1975 إلى عام 1991. اليوم يهيمن على الصراع حملات مدنية غير مسلحة لجبهة البوليساريو و‌جمهوريتها العربية الصحراوية الديمقراطية التي نصبت نفسها للحصول على الاستقلال المعترف به بالكامل للصحراء الغربية.
تصاعدت حدة النزاع بعد انسحاب إسبانيا من الصحراء الإسبانية وفقا لاتفاقات مدريد. بدأت جبهة البوليساريو، بدعم من الجزائر، في عام 1975، بشن حرب دامت 16 عاماً من أجل الاستقلال ضد موريتانيا والمغرب. وفي فبراير 1976، أعلنت جبهة البوليساريو إنشاء الجمهورية العربية الصحراوية الديمقراطية، التي لم تُقبل في الأمم المتحدة، ولكنها نالت اعترافا محدودا من عدد من الدول الأخرى. بعد ضم المغرب وموريتانيا للصحراء الغربية في عام 1976، وإعلان جبهة البوليساريو استقلالها، عالجت الأمم المتحدة النزاع من خلال قرار يؤكد من جديد حق الشعب الصحراوي في تقرير المصير. في عام 1977، تدخلت فرنسا مع وصول الصراع إلى ذروته. في عام 1979، انسحبت موريتانيا من النزاع والأراضي، مما أدى إلى حالة من الجمود خلال معظم الثمانينيات. بعد عدة اشتباكات أخرى بين عامي 1989 و1991، تم التوصل إلى إتفاق لوقف إطلاق النار بين جبهة البوليساريو والحكومة المغربية. وفي ذلك الوقت، ظلت معظم أراضي الصحراء الغربية تحت سيطرة المغرب، في حين سيطرت البوليساريو على نحو 20 في المائة من الأراضي بصفتها الجمهورية العربية الصحراوية الديمقراطية، مع وجود جيوب إضافية للسيطرة في مخيمات اللاجئين الصحراويين على طول الحدود الجزائرية. وفي الوقت الحالي لم تتغير هذه الحدود إلى حد كبير. على الرغم من مبادرات السلام المتعددة خلال التسعينات وأوائل العقد الثاني من القرن الحادي والعشرين، ظهر الصراع من جديد في عام 2005 باعتبارها «انتفاضة الاستقلال» في عام 2005؛ سلسلة من الاضطرابات والمظاهرات وأعمال الشغب، التي اندلعت في مايو 2005 في الأجزاء التي يسيطر عليها المغرب من الصحراء الغربية، واستمرت حتى نوفمبر من نفس العام. وفي أواخر 2010، اندلعت الاحتجاجات في مخيم إكديم إيزيك للاجئين في الصحراء الغربية. في حين كانت الاحتجاجات سلمية في البداية، إلا أنها تميزت فيما بعد باشتباكات بين المدنيين وقوات الأمن، مما أسفر عن وقوع عشرات الضحايا من كلا الجانبين. وبدأت سلسلة أخرى من الاحتجاجات في 26 فبراير 2011، كرد فعل على فشل الشرطة في منع أعمال النهب ضد الصحراويين في مدينة الداخلة بالصحراء الغربية؛ وسرعان ما انتشرت الاحتجاجات في جميع أنحاء الإقليم. ورغم استمرار المظاهرات المتفرقة، فقد هدأت الحركة إلى حد كبير بحلول مايو 2011.
حتى الآن، تسيطر الحكومة المغربية على أجزاء كبيرة من الصحراء الغربية وتعرف باسم الأقاليم الجنوبية، في حين أن حوالي 20% من أراضي الصحراء الغربية لا تزال خاضعة لسيطرة الجمهورية العربية الصحراوية الديمقراطية، وهي دولة البوليساريو ذات الاعتراف الدولي المحدود. مسائل الاعتراف المتبادل، وإنشاء دولة صحراوية محتملة، والأعداد الكبيرة من اللاجئين الصحراويين الذين شردهم النزاع هي من بين القضايا الرئيسية في عملية السلام الجارية في الصحراء الغربية.

## الخلفية
في عام 1884، استولت أسبانيا على محمية على الساحل من كيب بوجادور إلى كاب بلان. في وقت لاحق، وسع الإسبان منطقة سيطرتهم. وفي عام 1958، دمجت إسبانيا مقاطعتي الساقية الحمراء (في الشمال) وريو دي أورو (في الجنوب) لتشكيل مقاطعة الصحراء الإسبانية. وقد بدأ ما العينين، الرجل الصحراوي الموالي للمغرب في تندوف والسمارة، الذي عينه السلطان المغربي، انتفاضة ضد الفرنسيين في عام 1910 ردا على المحاولات الفرنسية لتوسيع نفوذها وسيطرتها في شمال غرب أفريقيا. مات ما العينين في أكتوبر 1910، وخلفه ابنه الهبة. هزمت قوات الهبة خلال حملة فاشلة للسيطرة على مراكش، ورداً على ذلك قامت قوات الاستعمار الفرنسي بتدمير مدينة السمارة المقدسة عام 1913. فسرعان ما أعيد بناء المدينة واستمرت المقاومة الصحراوية العشرين عاماً التالية. الأراضي الثائرة تم اخضاعها أخيرا في عام 1934، بعد أن دمرت القوات الإسبانية والفرنسية المشتركة السمارة للمرة الثانية. في عام 1956، شهدت حرب إفني، التي بدأها جيش التحرير المغربي، تجدد الصراع في المنطقة؛ بعد عامين من الحرب، استعادت القوات الإسبانية السيطرة، مرة أخرى بمساعدة فرنسية. غير أن القلاقل لا تزال قائمة بين سكان المنطقة، وفي عام 1967 قامت حركة التحرير لتحدي الحكم الإسباني سلمياً. بعد أحداث انتفاضة الزملة عام 1970، عندما قامت الشرطة الإسبانية بحل المنظمة بالقوة و«اختفى» مؤسسها محمد بصيري، اتجهت القومية الصحراوية مرة أخرى نحو العسكرة.

### جبهة البوليساريو
في عام 1971، بدأت مجموعة من الطلبة الصحراويين الشباب في الجامعات المغربية في تنظيم ما أصبح يعرف بالحركة الشعبية لتحرير الساقية الحمراء ووادي الذهب. فبعد أن حاولت دون جدوى كسب تأييد عدة حكومات عربية، منها الجزائر والمغرب نفسه، لم تنجح الحركة إلا في الحصول على الدعم من ليبيا وموريتانيا. نتيجة لهذا التناقض، انتقلت الحركة في نهاية المطاف إلى الصحراء الغربية الخاضعة للسيطرة الإسبانية لبدء تمرد مسلح. النساء في الصحراء الغربية عضوات بارزات في جبهة البوليساريو كجنود وناشطات.

## الصراع

### بدايات الكفاح المسلح
تم تشكيل جبهة البوليساريو رسمياً في 10 مايو 1973 في مدينة الزويرات الموريتانية، بنية صريحة لفرض إنهاء الاستعمار الإسباني عسكريا. وكان أول أمين عام لها هو الوالي مصطفى السيد. وفي 20 مايو قاد غارة خانغا، وهي أول عمل مسلح للبوليساريو، حيث تم اجتياح مركز إسباني يحرسه فريق من قوات «تروباس نوماداس» أي قوات الرحل (القوات المساعدة العاملة في صفوف الصحراويين) وصودرت مجموعة من البنادق. أصبحت البوليساريو تسيطر تدريجياً على مساحات كبيرة من الصحراء الغربية، ونمت قوتها باطراد بعد أوائل عام 1975 عندما بدأ قوات الرحل في الفرار الجماعي إلى جبهة البوليساريو، وجلبوا أسلحتهم وتدريبهم معهم. في هذه المرحلة، كان الحد الأقصى للقوى العاملة لجبهة البوليساريو يضم ربما 800 رجل، لكنهم كانوا مدعومين من قبل شبكة أكبر من المؤيدين. انتهت بعثة الأمم المتحدة الزائرة للصحراء الإسبانية عام 1975 برئاسة سيميون أكيه إلى أن دعم الصحراويين للاستقلال (في مقابل الحكم الإسباني أو الاندماج مع بلد مجاور) يرقى إلى «توافق ساحق» وأن جبهة البوليساريو هي إلى حد بعيد أقوى قوة سياسية في البلاد.

### حرب الصحراء الغربية
كانت حرب الصحراء الغربية صراع مسلح، استمر من عام 1975 إلى عام 1991، وقد دار القتال أساسا بين جبهة البوليساريو والمغرب. واندلع الصراع بعد انسحاب إسبانيا من الصحراء الاسبانية وفقا لاتفاقات مدريد، التي وافقت بموجبها على منح المغرب وموريتانيا السيطرة الادارية على الإقليم. وقد حاربت جبهة البوليساريو، المدعومة من الجزائر وليبيا، رغبة منها في إقامة دولة صحراوية مستقلة في الإقليم، كلا من موريتانيا والمغرب في تتابع سريع، في محاولة لطرد قواتهما من المنطقة. وفي عام 1979، سحبت موريتانيا قواتها من الأراضي المتنازع عليها، وتوصلت جبهة البوليساريو والمغرب إلى اتفاق لوقف إطلاق النار في عام 1991. أسفرت الحرب عن وقوع ما بين 14,000 و21،000 ضحية بين الجانبين. ونتج عن الصراع تشريد ما بين 40,000 و80،000 لاجئ صحراوي؛ وفي الوقت الحاضر، لا يزال معظمهم يقيم في مختلف مخيمات اللاجئين الصحراويين في جميع أنحاء ولاية تندوف بالجزائر.

## الجهات الفاعلة الأجنبية

### الجزائر
ترى الجزائر نفسها «طرفا فاعلا هاما» في الصراع وتؤيد رسميا حق الشعب الصحراوى في تقرير مصيره. الجهود التي استثمرتها الجزائر في النزاع حول الصحراء الغربية خاصة على مستوى علاقاتها الدولية تضاهي جهود طرف معني مثل المغرب.
وموقف المغرب هو أن الجزائر جزء من النزاع وتستخدم قضية الصحراء لمصالح جيوسياسية تعود إلى الحرب الباردة، مدعيا أن هذا البلد في بلاغه الرسمي إلى الأمم المتحدة «يقدم نفسه أحيانا على أنه» طرف معني«، وأحيانا أخرى على أنه» فاعل مهم«، أو كـ» طرف«في تسوية النزاع». لم تعتبر الأمم المتحدة رسميًا إلا في المغرب وأطراف جبهة البوليساريو في الصراع، ومع ذلك تعترف بأن المصالح الأخرى قد تكون معنية أيضًا.
على الرغم من أن الأمم المتحدة تعتبر المغرب وجبهة البوليساريو رسميًا الطرفين الرئيسيين في الصراع، إلا أن الأمين العام السابق للأمم المتحدة السيد كوفي أنان اعتبر الجزائر أحد أصحاب المصلحة في نزاع الصحراء الغربية ودعا الجزائر إلى "الانخراط كطرف في هذه المناقشات والتفاوض تحت رعاية مبعوثي الشخصي. في مقابلة مع دائرة الإذاعة العامة، في أغسطس 2004، حدد جيمس بيكر، المبعوث الشخصي السابق للأمين العام للأمم المتحدة إلى الصحراء الغربية، المغرب والجزائر على حد سواء "كاثنين من كبار دعاة" الصراع. ودعت بعض الأطراف الثالثة كلا من المغرب والجزائر إلى التفاوض مباشرة لإيجاد حل للصراع. منذ نهاية عام 2016، جمعت الأمم المتحدة أصحاب المصلحة حول اجتماعات المائدة المستديرة التي تم تنظيمها في جنيف. * رفضت الجزائر أن تكون "صاحبة مصلحة" وعرفت نفسها "مراقبة".
مخيمات اللاجئين تقع في الجزائر والبلد قد سلّح ودرب ومول البوليساريو لأكثر من ثلاثين عاماً. وكان أكثر من ألفي أسير حرب مغربي قد اعتقلوا في السابق على الأراضي الجزائرية في معسكرات البوليساريو، ولكن تم الإفراج عن جميع أسرى الحرب منذ ذلك الحين.
على الرغم من أن الجزائر لا تطالب رسمياً بالصحراء الغربية إلا أن بعض الخبراء يرون أن النزاع حول الصحراء يمثل قضية سياسية داخلية للبلد.
في يناير وفبراير 1976، دارت معارك مباشرة في أمكالة بين جيشي هذين البلدين. ويدعي المغرب انه اسر «عشرات الضباط الجزائريين والضباط والجنود غير المجندين» خلال هذه المواجهات الا انه افرج عنهم للسلطات الجزائرية.

### جامعة الدول العربية
لم تحظ جهود كسب التأييد في الوطن العربي لفكرة المغرب الكبير بدعم كبير رغم الجهود التي بذلت في اوائل الستينات لضم الجامعة العربية لقضيتها. تسببت طموحات المغرب التوسعية في حدوث توترات بينها قطع مؤقت للعلاقات مع تونس. حقق المغاربة نجاحاً أكبر فيما يتعلق بالصحراء الغربية. وعلى عكس منظمة الوحدة الأفريقية التي دعمت بشدة حق الصحراء الغربية في تقرير المصير، ابدت الجامعة العربية اهتماما ضئيلا بالمنطقة.

## عملية السلام
وقّع رسميا في عام 1991 وقف إطلاق النار الذي أنهى أعمال القتال. ومنذ ذلك الحين، بذلت محاولات أخرى لحل الصراع، ولكن لم يتم التوصل إلى حل دائم حتى الآن. واستمر وقف إطلاق النار حتى 13 نوفمبر 2020 عندما دخل الجيش المغربي إلى بلدة الكركرات المجردة من السلاح، وردت السلطات الصحراوية بإعلانها أن وقف إطلاق النار قد خرق وأن القوات المسلحة التابعة لجيش التحرير الشعبي الصحراوي هاجمت مواقع للجيش المغربي على امتداد جدار الصحراء الغربية المغربي.

### الاستفتاء واتفاق هيوستن
كان المقصود من الاستفتاء الذي كان مقرراً أصلاً في عام 1992 إعطاء السكان المحليين في الصحراء الغربية الخيار بين الاستقلال أو تأكيد الاندماج مع المغرب، إلا أنه سرعان ما تعثر. وفي عام 1997، حاول اتفاق هيوستن إحياء الاقتراح بإجراء استفتاء، ولكنه أيضا لم يلق نجاحا. وحتى عام 2021، لم تسفر المفاوضات بشأن شروط أي استفتاء محتمل عن اتخاذ أي إجراء موضوعي. وفي صلب الخلاف تكمن مسألة من الذي يؤهل للتصويت المحتمل؛ فقد أصرت البوليساريو على السماح فقط لمن يوجدون في قوائم التعداد الإسباني لعام 1974 بالتصويت، في حين أصر المغرب على أن التعداد كان مشوباً بالمراوغة، وسعى إلى ضم أعضاء من القبائل الصحراوية الهاربة من الغزو الإسباني إلى شمال المغرب بحلول القرن التاسع عشر. وبالتالي فإن كلا الجانبين يلومان بعضهما البعض على المماطلة في الاستفتاء، ومن المرجح ألا يحرز تقدم يذكر في المستقبل القريب. لم تنجح جهود المبعوثين الخاصين للأمم المتحدة لإيجاد أرضية مشتركة بين الطرفين. وبحلول عام 1999، حددت الأمم المتحدة هوية نحو 85 ألف ناخب، نصفهم تقريبا في المناطق التي تسيطر عليها المغرب من الصحراء الغربية أو جنوب المغرب، وآخرين مشتتين بين مخيمات تندوف، وموريتانيا ومواقع أخرى في مختلف أنحاء العالم. وافقت جبهة البوليساريو على قائمة الناخبين هذه، كما فعلت مع القائمة السابقة التي قدمتها الأمم المتحدة (وكلاهما في الأصل مبني على التعداد الإسباني لعام 1974)، لكن المغرب رفض. وبينما بدأ المرشحون المرفوضون إجراءً جماعياً للطعون، أصرت الحكومة المغربية على أن يدقق كل طلب على حدة. وقد أدت الخلافات المستمرة بين الفصيلين مرة أخرى إلى وقف العملية.